# Oxya vicina
Oxya vicina är en insektsart som beskrevs av Brunner von Wattenwyl 1893. Oxya vicina ingår i släktet Oxya och familjen gräshoppor. Inga underarter finns listade i Catalogue of Life.